# Assis Brasil
Assis Brasil é um município brasileiro do estado do Acre. Sua população, estimada em 2024 pelo Instituto Brasileiro de Geografia e Estatística (IBGE), é de 8 573 habitantes e sua área é de 4.974,175 km². A cidade está localizada na tríplice fronteira entre o Brasil, o Peru e a Bolívia, formando uma conurbação, ou núcleo de populações vizinhas, com a cidade peruana de Iñapari e com a cidade boliviana de Bolpebra. O município é servido pela rodovia BR-317, que é a única rodovia que liga o Brasil ao Peru.

## Toponímia

A tríplice fronteira entre o Brasil (Assis Brasil), o Peru (Iñapari) e a Bolívia (Bolpebra).

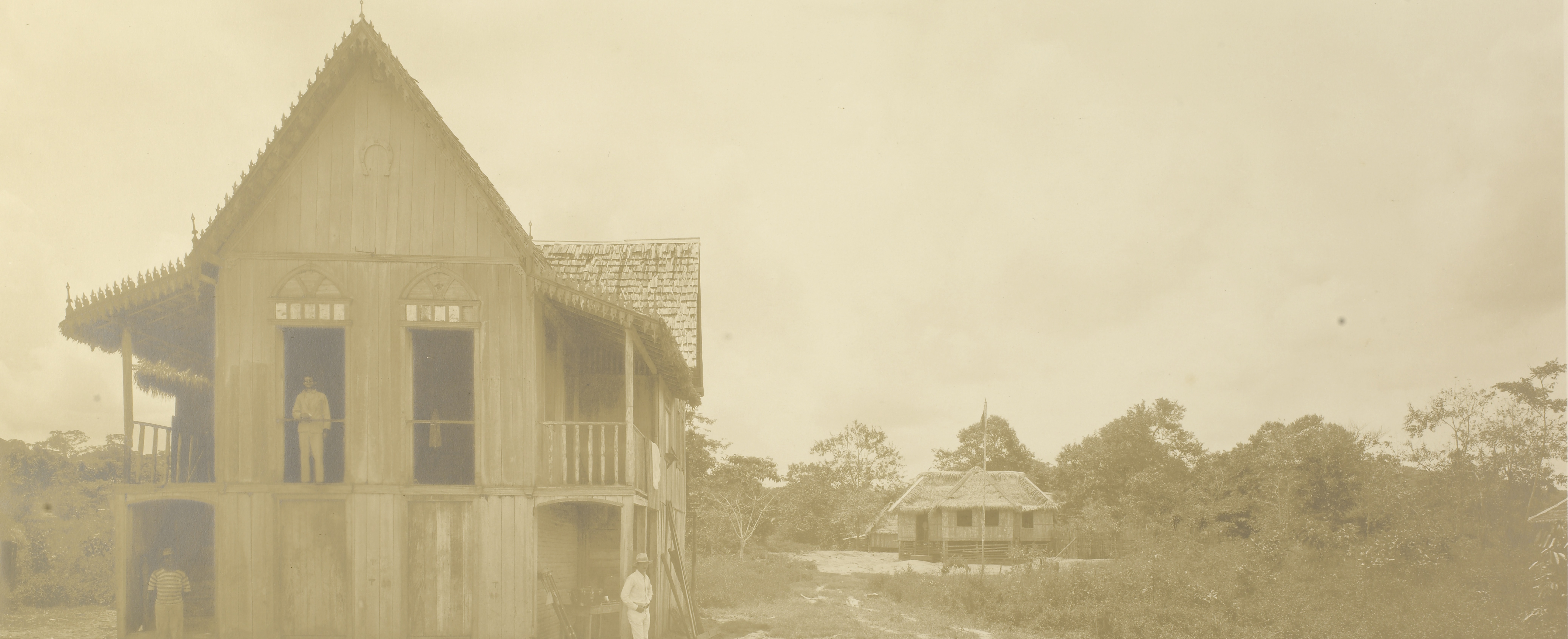
Assis Brasil, 1930.

## História
Os primeiros moradores não-índigenas do município foram os três irmãos Freire, que vieram do estado do Maranhão em 1908. Belarmino Freire, Policarpo Freire e Durval Freire se estabeleceram às margens do rio Acre, próximo ao Marco Rondon.
E em 1º de março de 1963, obteve autonomia municipal e pela Lei Estadual nº 588, de 14 de maio de 1976, obteve a sua emancipação, desmembrando-se do município de Brasileia.

## Geografia

### Limites
- Norte Sena Madureira;
- Sul com o Peru e a Bolívia;
- Leste Brasileia;
- Oeste Peru.

### Administração pública
Poder Executivo
Poder Legislativo
O Poder Legislativo é representado pela câmara municipal, composta por nove vereadores com mandato de 4 anos. Cabe aos vereadores na Câmara Municipal de Assis Brasil, especialmente fiscalizar o orçamento do município, além de elaborar projetos de lei fundamentais à administração, ao Executivo e principalmente para beneficiar a comunidade.
- Presidente da câmara: Sandoval Batista de Araújo - PT (2000/2001); Ana Maria Cunha do Nascimento Figueiredo (2006); Neudo Lopes da Silva, Nildim - PT (2013/2014) [7]; Ivelina Marques de Araújo Souza - PT(2015).

## Cultura

### Festejos
O município embora pequeno tem muitas festas ao longo do ano, as principais são:
- O Carnavassis, que acontece nos dias próximos ao aniversário do município dia 14 de maio, trata-se de um carnaval fora de época durando até três dias dependendo do ano.
- O Festival de Praia, que acontece nos dias de Julho, devido a grande baixa no Rio Acre que deixa uma grande área de areia para os banhistas, os festejos também duram aproximadamente três dias.

Há também os festejos de nível nacional que são festejados com grande alegria pela população
- Sete de Setembro
- Festas Juninas
- Réveillon

entre outras

### Gastronomia
O peixe mandi assado é um dos seus principais pratos típicos.